# Velas
Velas ('vɛlɐʃ) è un comune portoghese di 5 381 abitanti (2011) situato nella regione autonoma delle Azzorre.

## Società

### Evoluzione demografica
| Popolazione di Velas (1849 – 2004) | Popolazione di Velas (1849 – 2004) | Popolazione di Velas (1849 – 2004) | Popolazione di Velas (1849 – 2004) | Popolazione di Velas (1849 – 2004) | Popolazione di Velas (1849 – 2004) | Popolazione di Velas (1849 – 2004) | Popolazione di Velas (1849 – 2004) | Popolazione di Velas (1849 – 2004) |
| ---------------------------------- | ---------------------------------- | ---------------------------------- | ---------------------------------- | ---------------------------------- | ---------------------------------- | ---------------------------------- | ---------------------------------- | ---------------------------------- |
| 1849                               | 1900                               | 1930                               | 1960                               | 1981                               | 1991                               | 2001                               | 2004                               | 2011                               |
| 10166                              | 8405                               | 7328                               | 8466                               | 5927                               | 5707                               | 5605                               | 5585                               | 5381                               |

## Freguesias
- Manadas
- Norte Grande
- Rosais
- Santo Amaro
- Urzelina
- Velas